# Antonio Mancini
Antonio Mancini (Roma, 14 de noviembre de 1852 - Roma, 28 de diciembre de 1930) fue un pintor italiano.

## Biografía
Mancini nació en Roma y mostró capacidad como artista desde muy joven. A los 12 años de edad fue admitido en la Academia de Bellas Artes en Nápoles, donde estudió con Domenico Morelli y Filippo Palizzi. Mancini se desarrolló rápidamente bajo su guía y para 1872 ya exhibía dos obras en el Salón de París.
Sus temas habituales incluyen a niños pobres, jóvenes trabajadores del circo y a músicos que observaba en las calles de Nápoles. 

## Galería

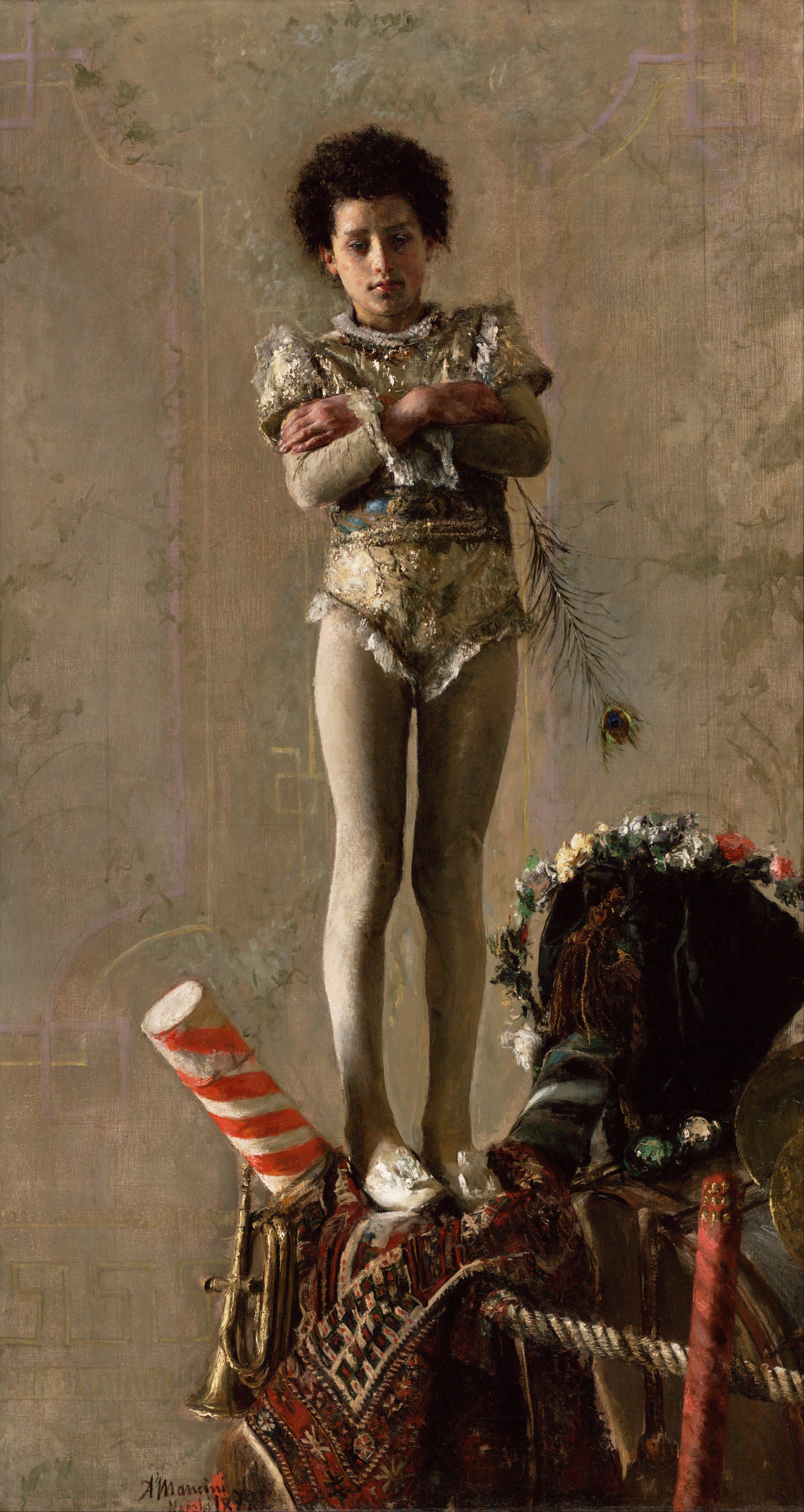
Il Saltimbanco
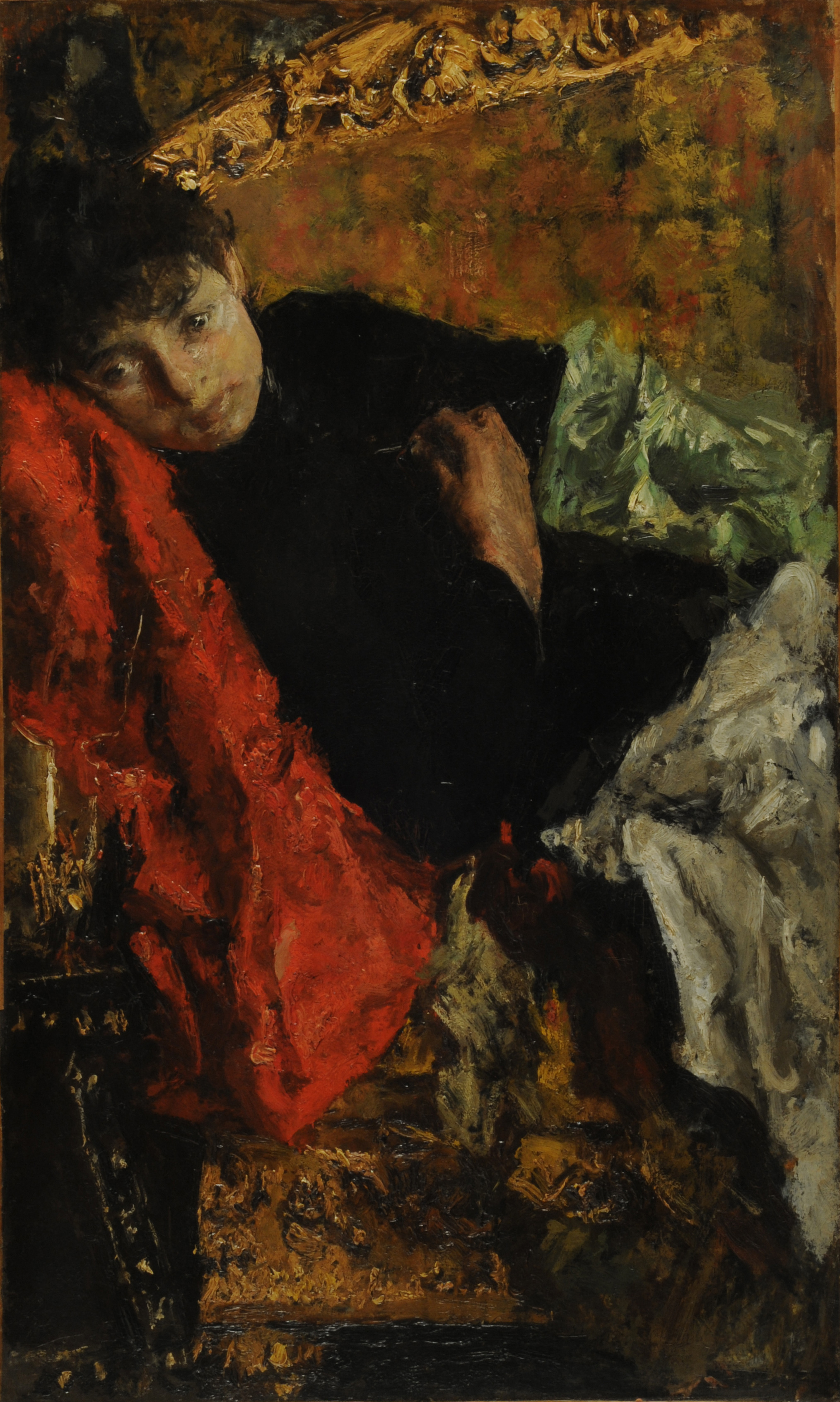
Pensativa
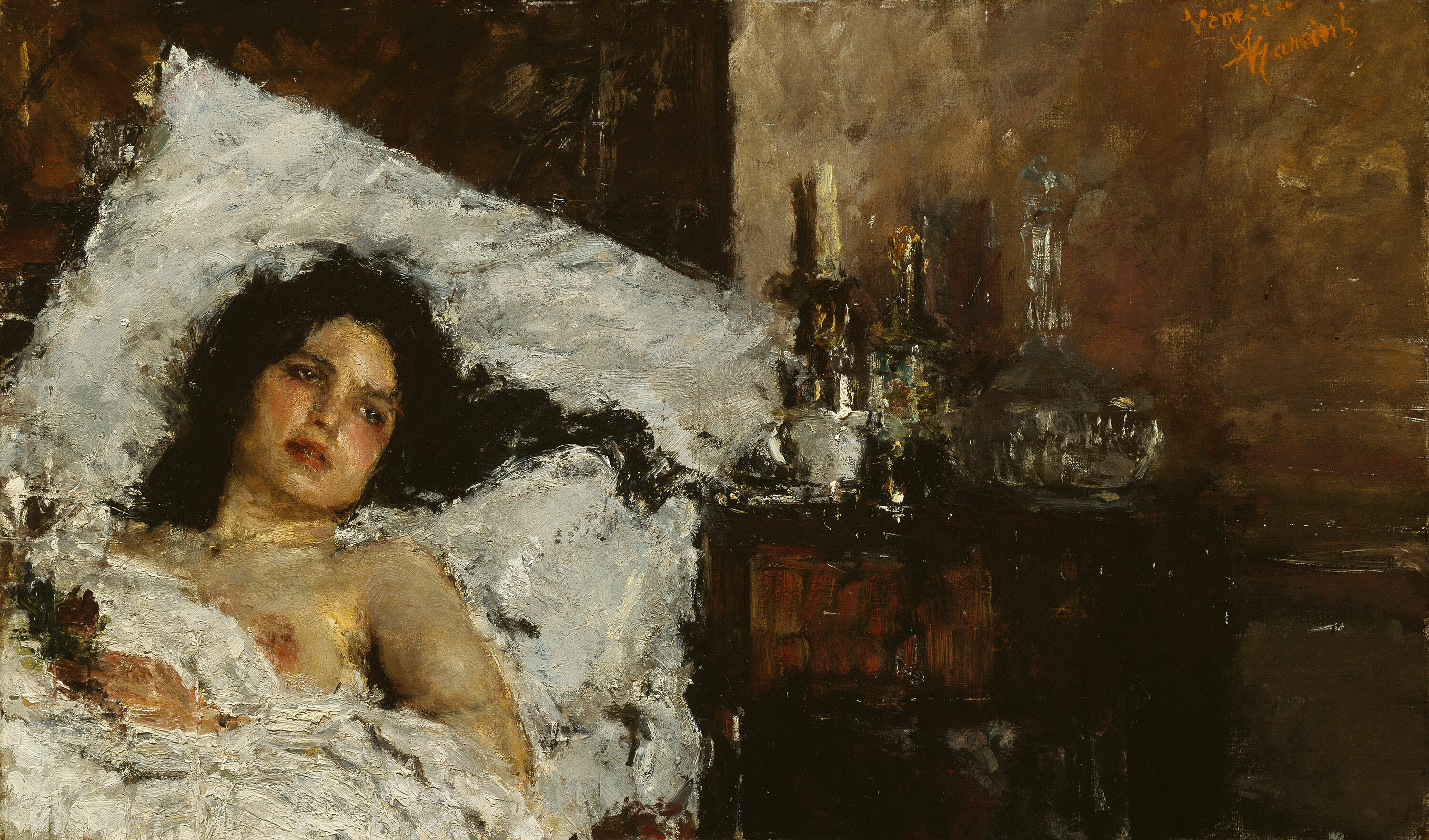
Resting
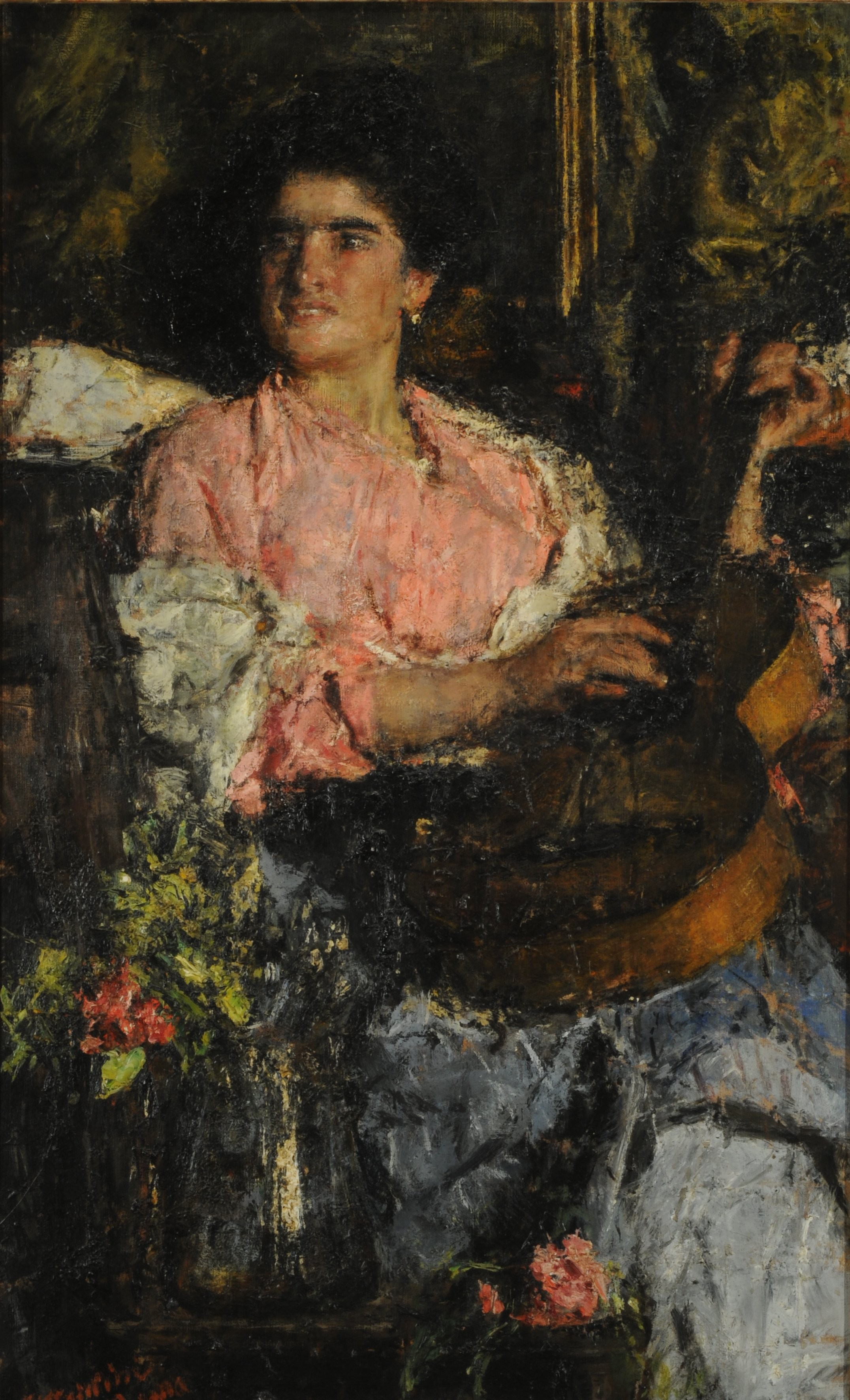
Canción alegre
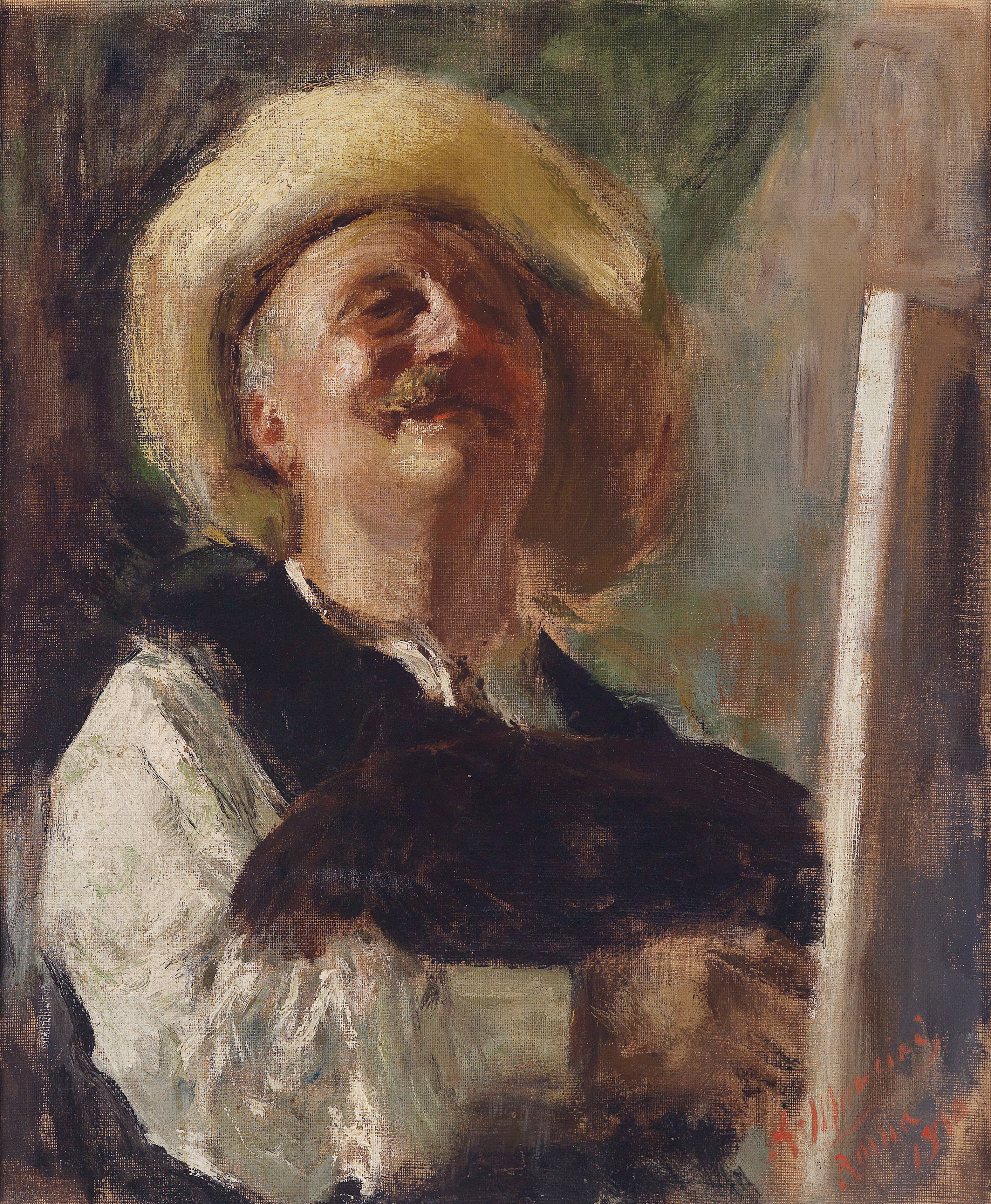
Autorretrato